# Сиверс, Рудольф Фердинандович

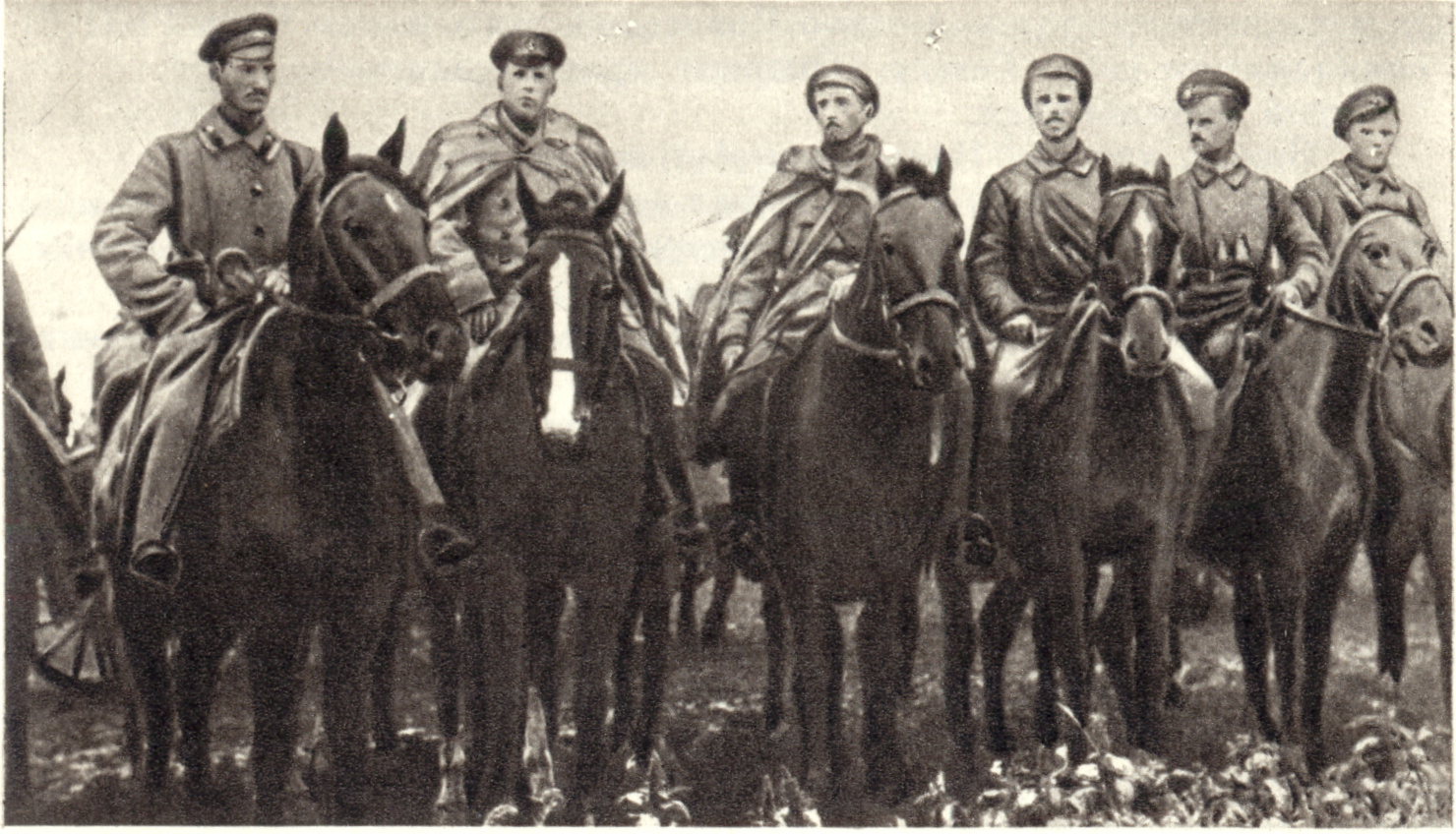
Красногвардейский отряд во главе с Р. Ф. Сиверсом, 1918

Рудо́льф Фердина́ндович Си́верс (11 (23) ноября 1892, Петербург — 8 декабря 1918, Москва) — советский военный деятель, участник Первой мировой и Гражданской войн.

## Ранние годы
Происхождение является предметом дискуссий. По официальной версии, родился в Санкт-Петербурге в семье мелкого чиновника с немецкими корнями, и, по окончании реального училища, служил конторщиком на Заводе военно-врачебных заготовлений. Согласно версии неофициальной, скрывал свои дворянские корни и родство с генералами Сиверсами из идеологических соображений.
Участвовал в Первой мировой войне; был вольноопределяющимся в составе ополчения. С ноября 1915 года — прапорщик 436-го пехотного Новоладожского полка 109-й пехотной дивизии. После Февральской революции 1917 года был избран в полковой комитет, там же вступил в РСДРП(б). Был одним из создателей и редакторов большевистской газеты 12-й армии — «Окопная правда», которая сыграла большую роль в пропаганде идей большевиков. В конце июля 1917 года был арестован Временным правительством по обвинению в шпионаже; освобождён из под стражи в дни Октябрьской революции 1917 года.

## Гражданская война
Командовал отрядом красногвардейцев и матросов под Пулковом против войск Керенского — Краснова. В ноябре 1917 года был послан во главе Северного летучего отряда на Украину, участвовал в боях на Донбассе в составе Южного революционного фронта по борьбе с контрреволюцией. «Социалистическая армия» под командованием Сиверса заняла 10 февраля 1918 года Таганрог, 23 февраля — Ростов-на-Дону. После изгнания красных с Дона (см. ниже ) командовал 5-й советской армией (март—апрель 1918 года) против немецких войск на Украине, а с лета 1918 года — Особой бригадой (с сентября — 1-я Особая украинская бригада) в составе 9-й армии Южного фронта в боях против Донской армии. Был тяжело ранен 15 ноября 1918 года в бою под деревней Желновка и от полученных ранений скончался 8 декабря.
Похоронен в Петрограде на Марсовом поле.

## Политика на Дону
Захватив власть на Дону, Сиверс совершал репрессии в отношении казачьих офицеров в событиях, ставших известными как расказачивание. Впоследствии репрессии частично коснулись семей добровольцев. По станицам прокатилась волна грабежей, изнасилований, а также убийств священников. 10 апреля возмущенные казаки восстали и заняли Новочеркасск. 4 мая руководство Донской Советской Республики бежало из Ростова. 25 апреля (8 мая) в город вошли отряды казаков и части 52-й Вюртембергской резервной пехотной бригады.

## Память
- В Таганроге именем Р. Ф. Сиверса называлась улица в районе Металлургического завода. Ныне — улица им. П. Е. Осипенко. (улица Сиверса на 2010 г. в Таганроге всё ещё есть (Северный посёлок))
- В Ростове-на-Дону есть Проспект Сиверса, который тянется вдоль Главного и Пригородного вокзалов.
- В городе Авдеевка Донецкой области существует молодёжное объединение «Самоорганизация им. Рудольфа Сиверса»[5].